# スキップ・ベイレス
ジョン・エドワード・スキップ・ベイレス2世（Skip Bayless、John Edward " Skip " Bayless II , 1951年12月4日生まれ）は、アメリカ合衆国のスポーツコラムニスト、コメンテーター、そしてテレビパーソナリティである。 ベイレスは、スティーブン・A・スミスと共演したESPN2ショーFirstTakeのコメンテーターとしてよく知られている（2016年に降板）。

## 人物
1989年、ベイレスはESPNのThe Sports Reportersのパネリストとして加わり、10年間、日曜日の朝のショーの顔となった。1992年、ベイレスはミッチ・アルボムとマイケル・ウィルボンと共にNFLプライム月曜日の「Knights of the Roundtable」の最初のディベートチームのメンバーになった。

## 経歴

### 早い時期
ベイレスは、オクラホマ州オクラホマシティでジョン・エドワード・ベイレス2世として生まれた。彼の父、ジョン・シニアはすぐに彼をスキップと呼び始めた。ベイレスは両親からジョンと呼ばれることはなく、最終的に彼の名前は合法的にスキップに変更された。彼の両親は、バーベキューを専門とするオクラホマシティのハウスレストランを所有および運営していた。ベイレスは若い頃にレストランで働いていた。彼の弟のリック・ベイレスは家を引き継ぎ、シェフ、レストラン経営者、テレビのパーソナリティになった。

### テレビ

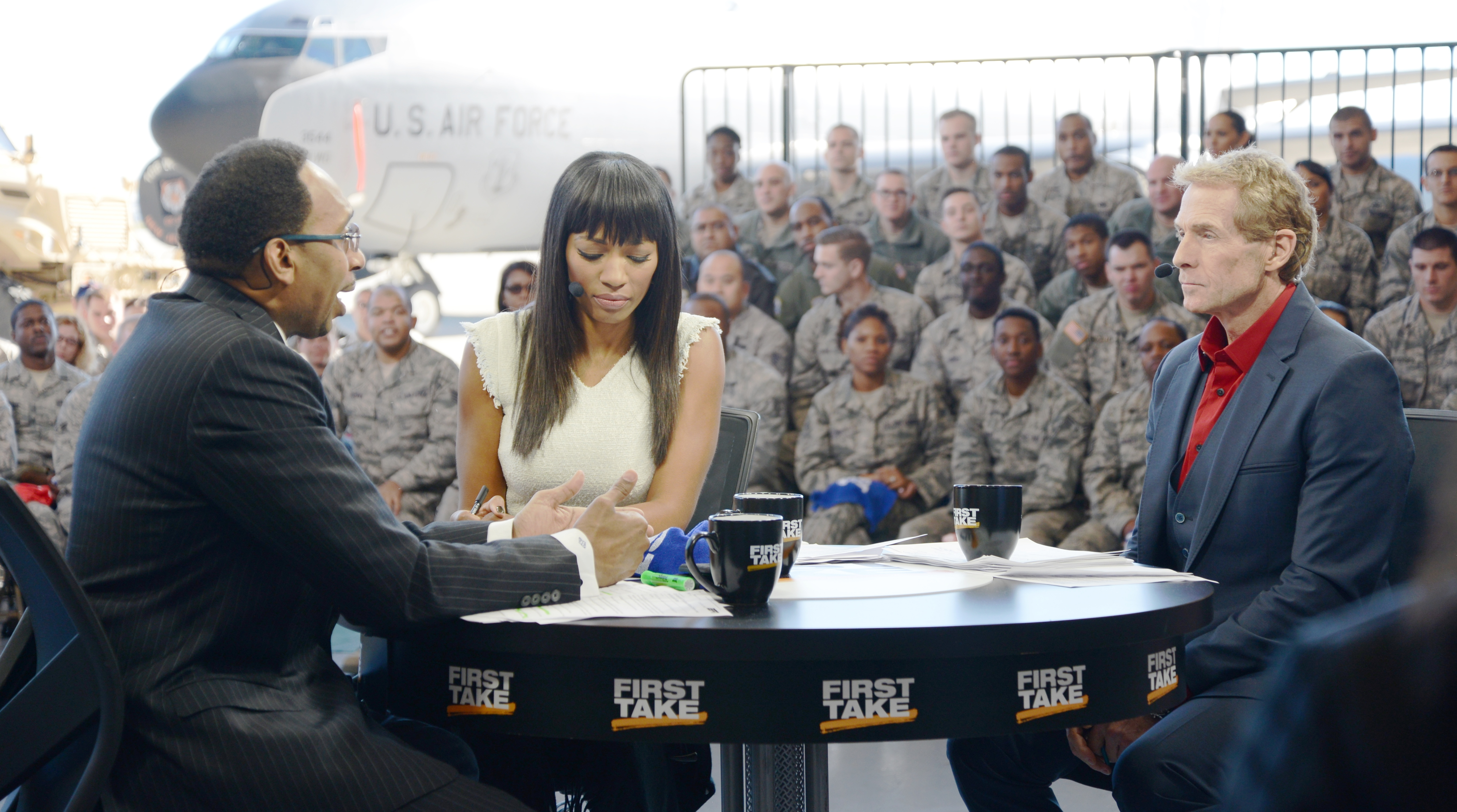
2014年にマクガイル空軍基地で放送されたファーストテイクでのスティーブンA.スミスとカリチャンピオンとのベイレス（右）

## 著者として出版された本
- 神のコーチ：トムランドリーのカウボーイズの賛美歌、誇大宣伝、偽善、サイモン＆シュスター、1990年。ISBN 0-671-70581-4 。
- The Boys：The Untold Story of the Dallas Cowboys'Season on the Edge 、Simon＆Schuster、1993。ISBN 0-671-79359-4ISBN 0-671-79359-4 。
- Hell-Bent：「WinorElse」についてのクレイジーな真実ダラスカウボーイズ、 HarperCollins Publishers 、1996年。ISBN 0-06-018648-8ISBN 0-06-018648-8 。